# Isakivka, Volodarsk-Volînskîi
Isakivka (în ucraineană Ісаківка) este un sat în comuna Fasova din raionul Volodarsk-Volînskîi, regiunea Jîtomîr, Ucraina.

## Demografie
Componența lingvistică a localității Isakivka
     Ucraineană (98,08%)
     Rusă (1,92%)
Conform recensământului din 2001, majoritatea populației localității Isakivka era vorbitoare de ucraineană (98,08%), existând în minoritate și vorbitori de rusă (1,92%).